# Josip Čop
Pour les articles homonymes, voir Čop.
Josip Čop est un footballeur yougoslave puis croate né le 14 octobre 1954 à Varaždin. Il évoluait au poste de défenseur.

## Biographie

### En club
Avec le club d'Hajduk Split, il est demi-finaliste de la Coupe de l'UEFA en 1984.

### En équipe nationale
International yougoslave, il reçoit 2 sélections en équipe de Yougoslavie en 1984. 
Il joue son premier match en équipe nationale le 2 juin 1984 contre le Portugal et son dernier le 7 juin 1984 contre l'Espagne. 
Il fait partie du groupe yougoslave lors de l'Euro 1984.

## Palmarès
Avec le Hajduk Split :
- Vainqueur de la Coupe de Yougoslavie en 1984